# Jeseník (tvrz)
Jesenická tvrz  stojí na Zámeckém náměstí v centru Jeseníku. Jedná se o jednu z mála zachovaných středověkých staveb toho druhu v České republice. Vodní tvrz s kamenným mostem, vodním příkopem a parkem je zapsána v seznamu kulturních památek. V objektu je umístěno Vlastivědné muzeum Jesenicka.

## Historie
Doba vzniku tvrze není přesně doložena. Dřívější teorie spojovaly její založení s kolonizací místních hvozdů a vznikem osady, základu města, v polovině 13. století. Archeologické výzkumy ze sedmdesátých let 20. století posunuly vznik původní opevněné věže až do konce dvacátých let 14. století. Jádro tvrze tvořila čtvercová věžovitá stavba, která sloužila současně k obranným i obytným účelům. Základ měl rozměry 15 × 17 metrů. Přízemní část byla z kamene a zdi dosahovaly tloušťky 190 centimetrů. Další dvě patra byla dřevěná. Celková výška stavby se předpokládá asi patnáct až osmnáct metrů. Kolem stavby byl vybudován široký příkop napájený vodou z Bělé.
Zpočátku byla tvrz majetkem šlechty, v písemných pramenech je poprvé zmíněna v roce 1374. Počátkem 15. století nechali páni Mušínové věž zbourat a na umělém ostrůvku vystavěli novou tvrz. Měla obdélníkový půdorys o rozměrech 30×20 metrů a byla obklopena osm metrů vysokou a 3,3 metru širokou obvodovou zdí. K ní byla uvnitř nádvoří přistavěna obytná budova. Ke stavbě byly využity místní druhy kamenů a hornin (kvarcit, amfibolit, křemen). Dalším obranným prvkem byl věnec dřevěného podsebití, jehož stopy zůstaly zachovány na zdi tvrze. Nízké místnosti byly spojeny z nádvoří krytou galerií.
V roce 1468 odkoupil tvrz, město a další majetky vratislavský biskup Rudolf z Rüdesheimu. Postupně byly jako léno udělovány slezským šlechticům či měšťanům. V průběhu 15. století byl v severní hradební zdi proražen nový vchod s hrotitým obloukem z tesané žuly a mohutnou branou. Byla vybudována nová věž s cimbuřím, která byla umístěna 1,5 metru před čelní zdí, s níž byla pouze dvěma prampouchy. Věž byla přístupná jen pomocí malého padacího můstku. Přechod přes vodní příkop umožňoval kolébkový padací most.
Tvrz byla jedinou jesenickou fortifikací, protože město nemělo právo vybudovat hradby. Roku 1547 definitivně získali tvrz i město vratislavští biskupové. V roce 1561 se Jeseník stal stolním statkem biskupství. Ve tvrzi měl sídlo biskupem dosazený hejtman, který řídil celé panství.           
Během třicetileté války byla tvrz neúspěšně obléhána Švédy. Dokladem by měly být tři kamenné koule umístěné v severním průčelí. V 17. století měla budova tvrze pět pokojů, několik komor a zděnou kuchyni. Přiléhal k ní hospodářský dvůr s budovami po obou stranách výjezdu z tvrze. Byl zde ovčinec, sladovna, pivovar, sušárna lnu. Tvrz sloužila také jako zbrojnice, ale na konci 17. století již ztrácela svůj vojenský význam. Ke stávajícímu obytnému paláci byla přistavěna dvě nová křídla. Původní dřevěný padací most byl nahrazen mostem kamenným.
 

Roku 1727 tvrz těžce poškodil požár. Proto byla díky biskupovi Františku Ludvíkovi v letech 1738–1745 přestavěna do dochované podoby v zámeckém stylu. Celá budova byla zvýšena o jedno patro, z vyhořelé věže bylo ponecháno jen přízemí, které dodnes tvoří hlavní vstup do objektu. Koncem 18. století zde působil jakožto jesenický hejtman hudební skladatel Karl Ditters von Dittersdorf. Tvrz ztratila svůj význam jako sídlo vrchnosti a změnila se ve správní budovu jesenického velkostatku. Byly provedeny vnitřní úpravy místností, zřízeny dva služební byty a kanceláře. V roce 1797 se kolem příkopu postavil dřevěný plot, který byl později nahrazen kamennou zídkou. Počátkem 19. století byly zbourány hospodářské budovy patřící k biskupskému dvoru. Další stavební úpravy byly provedeny počátkem 20. století: byla prolomena nová okna, na západní straně postaven přístavek a na nádvoří dřevěné pavlače se železným zábradlím.

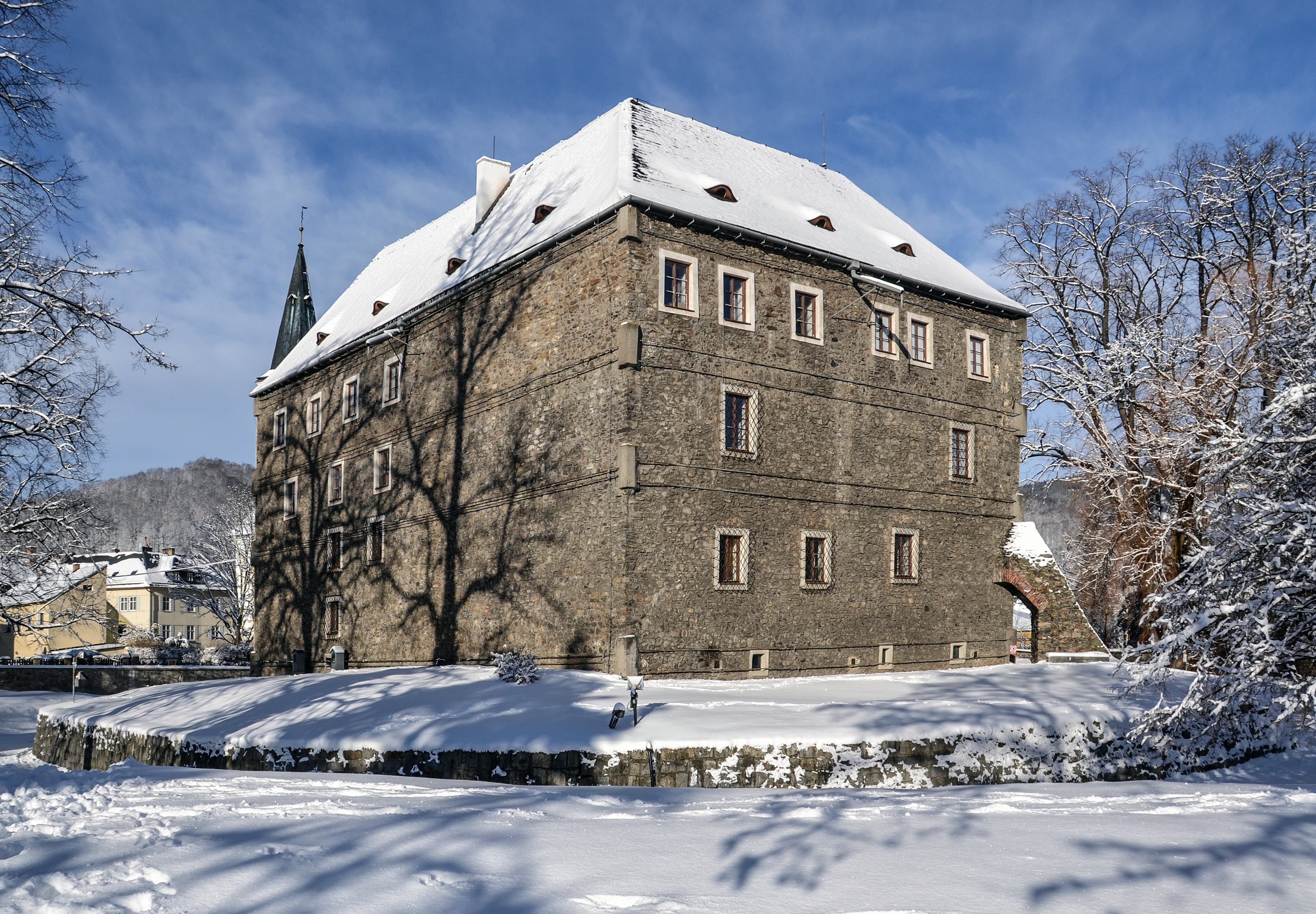
Pohled na tvrz z východní strany

Tvrz zůstala v držení vratislavského arcibiskupství až do konce druhé světové války, byla využívána k administrativním a hospodářským potřebám. V roce 1932 bylo ve dvou místnostech zřízeno městské muzeum.
Po roce 1945 budova připadla státu a bylo v ní zřízeno okresní vlastivědné muzeum. Po roce 1949 byl objekt převeden do vlastnictví města a počátkem padesátých let v něm proběhla částečná rekonstrukce.  V roce 1958 byla tvrz prohlášena za kulturní památku a připraven projekt její záchrany. V roce 1964 byla budova staticky zajištěna ocelovými lany, o několik let později byl vypuštěn vodní příkop.
Počátkem sedmdesátých let 20. století proběhl archeologický a stavebně historický průzkum, po němž následovala generální rekonstrukce tvrze. Vodní příkop byl částečně zasypán a jeho vnější stěny byly obloženy žulovými kostkami. Vnitřní prostory byly upraveny pro výstavní a depozitní účely. V současnosti zde sídlí Vlastivědné muzeum Jesenicka. V letech 2010–2014 byly vytvořeny nové expozice. Vodní tvrz je ve vlastnictví Lesů ČR, které ji dlouhodobě pronajímají Olomouckému kraji. Kromě muzea jsou v budově prostory určené ke krátkodobým výstavám a galerie, pořádají se zde kulturní akce. 

## Popis
Jde o volně stojící trojkřídlou dvoupatrovou budovu z neopracovaných kamenů, s malým nádvořím a kamenným mostem přes původně vodní příkop. Na čelní straně je představena vstupní kamenná brána.
Kamenná deska s erbem, zabudovaná do opěráku v severovýchodním nároží zámku, připomíná biskupa Františka Ludvíka Neuburského. Mramorová pamětní deska vlevo od zámecké brány je upomínkou na působení skladatele Karla Ditterse z Dittersdorfu.